# سوسک‌های سیخوته-آلین
سوسک‌های سیخوته-آلین (نام علمی: Jurodidae) نام یک خانواده از زیرراسته باستان‌سوسکان است.
این سوسک‌ها در کوه‌های سیخوته-آلین سیبری یافت شده‌اند.